# SønderjyskE Håndbold
Pour la section féminine, voir SønderjyskE Håndbold (féminines).
Maillots
Actualités
Dernière mise à jour : 03 avril 2020.
Le SønderjyskE Håndbold est un club de handball, situé a Sønderborg dans le Danemark-du-Sud au Danemark. Le club évolue actuellement en Håndboldligaen.

## Histoire
Le SønderjyskE Håndbold fut fondé en 2004, évoluant en  division 1, le club passa près de monter en Jack & Jones Ligaen lors de la saison 2008/2009 avec une troisième place, 2009/2010 avec une quatrième place, le SønderjyskE Håndbold accéda enfin à la Jack & Jones Ligaen lors de la saison 2010/2011 avec une première place.
La première saison du club lors de la saison 2011/2012 se conclut par une douzième place lors de la saison 2011/2012, soit deuxième non-relégable mais lors de la saison 2012/2013, le SønderjyskE Håndbold fit un bond dans le classement avec une troisième place du groupe 1.
Alors que lors de la saison 2013/2014, le club réussit à rééditer sa troisième place du groupe 1 et à se qualifier pour la Coupe EHF 2014-2015.

### Parcours
| Saison    | Place         | Division            |
| --------- | ------------- | ------------------- |
| 2008/2009 | 3             | division 1          |
| 2009/2010 | 4             | division 1          |
| 2010/2011 | 1             | division 1          |
| 2011/2012 | 12            | Jack & Jones Ligaen |
| 2012/2013 | 3 du groupe 1 | Jack & Jones Ligaen |
| 2013/2014 | 3 du groupe 1 | Jack & Jones Ligaen |
| 2014/2015 | -             | Jack & Jones Ligaen |

## Effectif actuel
| N° | Poste | Nom                       | Date de naissance   | Taille | Arrivée | Club précédent           | Sélection |
| -- | ----- | ------------------------- | ------------------- | ------ | ------- | ------------------------ | --------- |
| 1  | GB    | Kristian Dahl             | 07/02/1994 (26 ans) | 1,91 m | 2016    | Nordsjælland Håndbold    | -         |
| 12 | GB    | Josip Cavar               | 03/10/1993 (26 ans) | 1,97 m | 2019    | Lugi HF                  | -         |
| 16 | GB    | Simon Egtved              | 24/03/2000 (20 ans) | 1,98 m | 2019    | THV Håndbold             | -         |
| 22 | ALG   | Mikkel Hansen             | 19/02/1997 (23 ans) | 1,84 m | 2016    | Formé au club            | -         |
| 32 | ALG   | Mikkel Kjær Møller        | 09/11/1993 (26 ans) | 1,79 m | 2017    | Lemvig-Thyborøn Håndbold | -         |
| 10 | ALD   | Christian Jensen          | 15/11/1995 (24 ans) | 1,86 m | 2017    | Aalborg Håndbold         | -         |
| 15 | ALD   | Steffan Høi               | 08/08/1999 (20 ans) | 1,82 m | 2018    | Formé au club            | -         |
| 18 | ALD   | Alec Smit                 | 15/05/1999 (20 ans) | 1,82 m | 2019    | HSG Nordhorn-Lingen      | Pays-Bas  |
| 9  | DC    | Oskar Sunnefeldt          | 21/04/1998 (21 ans) | 1,98 m | 2019    | IK Sävehof               | -         |
| 13 | DC    | Lasse HBoeriths           | 15/05/1997 (22 ans) | 1,91 m | 2019    | TM Tønder                | -         |
| 17 | DC    | Jesper Clausen            | 10/09/1999 (20 ans) | 1,89 m | 2018    | Formé au club            | -         |
| 3  | ARG   | Rasmus Bertelsen          | 23/01/1987 (33 ans) | 1,96 m | 2017    | Ribe-Esbjerg HH          | -         |
| 7  | ARG   | Oliver Nøddesbo Eggert    | 29/06/1995 (24 ans) | 1,99 m | 2018    | TM Tønder                | -         |
| 20 | ARG   | Aaron Mensing             | 11/11/1997 (22 ans) | 1,99 m | 2015    | JKS Vikar & Rekruttering | -         |
| 6  | ARD   | Jon Lindenchrone Andersen | 02/01/1997 (23 ans) | 1,95 m | 2019    | GOG Håndbold             | -         |
| 11 | ARD   | Kasper Olsen              | 01/02/1990 (30 ans) | 1,90 m | 2017    | Bjerringbro-Silkeborg    | -         |
| 93 | ARD   | Arnar Birkir Halfdansson  | 30/08/1993 (26 ans) | 1,86 m | 2018    | Fram Reykjavik           | -         |
| 5  | PVT   | Sveinn Jóhannsson         | 16/06/1999 (20 ans) | 1,95 m | 2019    | IR Reykjavik             | Islande   |
| 8  | PVT   | Frederik Børm             | 12/08/1988 (31 ans) | 1,95 m | 2015    | Skjern Håndbold          | Danemark  |
| 14 | PVT   | Frederik Ladefoged        | 15/04/1996 (23 ans) | 2,01 m | 2019    | Skanderborg Håndbold     | -         |